# Plocoscelus conifer
Plocoscelus conifer är en tvåvingeart som beskrevs av Friedrich Georg Hendel 1933. Plocoscelus conifer ingår i släktet Plocoscelus och familjen skridflugor. Inga underarter finns listade i Catalogue of Life.